# La Jara (Colorado)
La Jara es un pueblo ubicado en el condado de Conejos en el estado estadounidense de Colorado. En el año 2000 tenía una población de 877 habitantes y una densidad poblacional de 974,4 personas por km².

## Geografía
La Jara se encuentra ubicada en las coordenadas 37°16′28″N 105°57′39″O / 37.27444, -105.96083.

## Demografía
Según la Oficina del Censo en 2000 los ingresos medios por hogar en la localidad eran de $24.167, y los ingresos medios por familia eran $29.643. Los hombres tenían unos ingresos medios de $25.208 frente a los $20.368 para las mujeres. La renta per cápita para la localidad era de $11.877. Alrededor del 25,5% de la población estaban por debajo del umbral de pobreza.